# Prayers Studio
Prayers Studio（プレイヤーズスタジオ）は東京で活動する演劇集団。「観客を引き込む圧倒的な演技」ができるようになるべく、また素晴らしい作品を作るためにはそんな演技のできる俳優が多く育たねばらならないと2007年に代表である渡部朋彦が設立。
スタニスラフスキー・システムやマイズナー・テクニックなどの演技法を軸に、俳優を育てるワークショップや芝居の上演を観たあと、観客も俳優体験をすることができるオリジナルの演劇公演「ドラマトライアル」を開催している。

## 代表作
- シェラ・デラニー「A Taste of Honey」
- 三島由紀夫「卒塔婆小町」
- 清水邦夫「楽屋ー流れさるものはやがてなつかしきー」他。